# ريتشارد غريفيث
ريتشارد غريفيث (بالإنجليزية: Richard Griffith)‏ هو سياسي أمريكي، ولد في 11 يناير 1814 في فيلادلفيا في الولايات المتحدة، وتوفي في 29 يونيو 1862 في ريتشموند في الولايات المتحدة.